# Tabu Ley Rochereau
Pascal-Emmanuel Sinamoyi Tabu (13 de noviembre de 1940 - 30 de noviembre de 2013), más conocido como Tabu Ley Rochereau, fue un cantautor de rumba africana de la República Democrática del Congo. Ha sido descrito como la personalidad congoleña que, junto con Mobutu, marcó la historia de África en el siglo XX". Fue apodado "el Elvis africano" por el Los Angeles Times. Durante su carrera, Tabu Ley compuso cerca de 3,000 canciones y produjo 250 álbumes.

## Biografía
En 1970, Tabu Ley formó Orchestre Afrisa International, siendo Afrisa una combinación de África y Éditions Isa, su sello discográfico. Después del establecimiento del régimen de Mobutu Sese Seko en el Congo (entonces Zaire), adoptó el nombre de "Tabu Ley" como parte de la "zairización" del país por parte de Mobutu, pero luego se exilió en Francia en 1988.
Cuando Mobutu fue depuesto en 1997, Tabu Ley regresó a Kinsasa y ocupó un puesto como ministro del gabinete en el gobierno del nuevo presidente Laurent-Désiré Kabila y se desempeñó como ministro provincial de cultura.
Tabu Ley Rochereau murió el 30 de noviembre de 2013, a la edad de 73 años, en el hospital Saint-Luc de Bruselas, Bélgica. Fue enterrado el 9 de diciembre de 2013 en el Cimetière Acropolic de la N'sele en Kinsasa, después de recibir una ceremonia oficial de duelo en el Palais du Peuple.

## Premios
- Caballero honorario de Senegal
- Oficial de la Orden Nacional, República de Chad